# Uliánivka (Sumy)
Uliánivka (en ucraniano: Улянівка; en ruso: Ульяновка, romanizado: Uliánovka) es un pueblo ucraniano perteneciente al óblast de Sumy. Situado en el norte del país, es parte del raión de Sumy y del municipio (hromada) de Mikoláivka.

## Geografía
Uliánivka está situada en la orilla izquierda del río Vir, 25 km al sur de Bilopilia y 45 km al oeste de Sumy. 

## Historia
Uliánivka fue fundada a finales del siglo XVII, y llegó a ser el centro del vólost de Uliánovka del uyezd de Sumy de la gobernación de Járkov del Imperio ruso.
Durante la Segunda Guerra Mundial, el pueblo estuvo ocupada por las tropas de la Wehrmacht entre el 15 de octubre de 1941 y 1943.
Uliánivka recibió el estatus de asentamiento de tipo urbano en 1957.
Hasta el 18 de julio de 2020, Uliánivka formó parte del raión de Bilopilia. El raión se abolió en julio de 2020 como parte de la reforma administrativa de Ucrania, que redujo el número de raiones del óblast de Sumy a cuatro. El área del raión de Bilopilia se fusionó con el raión de Sumy.En 2023, Uliánivka perdió el estatus de asentamiento de tipo urbano en la legislación ucraniana debido a la eliminación de este estatus administrativo.

## Demografía
La evolución de la población de Uliánivka entre 1897 y 2022 fue la siguiente:
| 4445                                                          | 4765 | 3797 | 3336 | 2820 | 2527 | 2364 | 2202 |
| (Fuente: Cities & Towns of Ukraine y UKRAINE: Größere Städte) |      |      |      |      |      |      |      |

Según el censo de 2001, la lengua materna de la mayoría de los habitantes, el 97,70%, es el ucraniano; del 2,05% es el ruso.

## Infraestructura

### Transporte
La estación de tren más cercana es Viri, a unos 10 km, en la línea férrea que conecta Sumy y Vorozhbá. Uliánivka está conectada por carretera con Sumy, Vorozhbá y Konotop.  